# Varvára (Chalcidique)
Varvára, en grec moderne : Βαρβάρα, est un village du dème d'Aristotélis,  district régional de Chalcidique, en Macédoine-Centrale, Grèce.
Selon le recensement de 2011, la population du village s'élève à 538 habitants.